# رياضيات مسلية
الرياضيات المسلية (بالإنجليزية: Recreational mathematics)‏ هي مصطلح شامل, تشير إلى كلاً من الألغاز الرياضياتية والألعاب الرياضياتية.
لا تتطلب حل جميع المسائل في هذا الحقل إلى معرفة في الرياضيات المتقدمة، لذلك غالباً ما تثير فضول غير-الرياضياتيين، مما تدفعهم إلى دراسة المزيد في علم الرياضيات.

## المواضيع
يشمل هذا النوع من الرياضيات الألغاز المنطقية والألغاز الأخرى التي تحتاج إلى التفكير الاستنتاجي, وجمال الرياضيات, والقصص الغريبة والمسلية والمصادفات التي تحصل في الرياضيات ومع الرياضياتيين. إن بعض من أشهر المواضيع في الرياضيات المسلية هي المربعات السحرية والكسيريات.

### الألعاب الرياضياتية
الألعاب الرياضياتية هي ألعاب متعددة اللاعبين التي تُعطى قوانينها, وإستراتيجياتها, ونتائجها باستخدام الرياضيات. وقد لا يحتاج اللاعبون إلى استعمال الرياضيات للعب بهذا النوع من الألعاب. على سبيل المثال, لعبة المنقلة هي لعبة رياضياتية, وذلك لأن الرياضياتيين يدروسون هذه اللعبة باستعمال نظرية الألعاب التوافيقية, ومع ذلك, ليس من الضروري استعمال الرياضيات للعب بهذه اللعبة.
في بعض الأحيان, تشير عبارة الألغاز الرياضياتية (في الأسفل) إلى الألعاب الرياضياتية.

### الألغاز الرياضياتية
تحتاج الألغاز الرياضياتية إلى الرياضيات للقيام بحلها. لدى هذه الألغاز قواعد محددة, حتى في تعدد اللاعبين, لكنها لا تركز عادةً على المنافسات بين لاعبين أو أكثر. وبدلاً من ذلك, وللقيام بحل مثل هذا النوع من الألغاز, يجب على اللاعب العثور على حل تستوفي الشروط المعطاة.
الألغاز المنطقية هي نوع شائع من الألغاز الرياضياتية. وتُعتبر لعبة كونواي للحياة والكسيريات أيضاً من الألغاز الرياضياتية, على الرغم من أن اللاعب يقوم بحلها فقط بتقديم مجموعة الشروط البدئية.
في بعض الأحيان, تشير عبارة الألغاز الرياضياتية (في الأعلى) إلى الألعاب الرياضياتية.
ويعتبر كتاب الرياضيات المسلية (كتاب) للروسي ياكوف بيرلمان أحد أشهر المؤلفات في مجال الرياضيات المسلية.

### أخرى
هناك مواضيع رياضياتية غير-بديهية أخرى مسيلة وتثير فضول اللاعبين وهي:
- ألعاب الخفة Juggling (ألعاب الخفة باستخدام الهراوات والكرات وغيرها)
- أوريغامي (العديد من الأشكال الرياضياتية, وبعض التعقيدات)
- شبكة القط Cat's cradle والأشكال الوترية الأخرى

## منشورات
- دورية الرياضيات المسلية Journal of Recreational Mathematics من أكبر المنشورات حول هذا الحقل.
- الألعاب الرياضياتية والتي كانت عنوان لعمود صحفي عملت لمدة طويلة في مجلة ساينتفك أمريكان Scientific American بواسطة مارتن غاردنر Martin Gardner. والتي أدت إلى نشوء العديد من الأجيال الجديدة من الرياضياتيين والعلماء, على الرغم من أنه كان مهتماً بالتسليات الرياضياتية. أشتهرت الألعاب الرياضياتية وذلك بسبب منشورات Metamagical Themas, والتي أصبحت لها نفس الشهرة, لكنها أستمرت لوقت قصير, بواسطة دوغلاس هوفشتادتر, ونُشرت بعد ذلك في Mathematical Recreations, بواسطة آيان ستيورات Ian Stewart, وأخيراَ في Puzzling Adventures بواسطة ديننيس شاشا Dennis Shasha.

في الثقافة الشعبية
- في مسلسل دكتور هو في الحلقة "42  [لغات أخرى]‏", يكمل الدوكتور سلسلة من الأعداد الأولية السعيدة, ثم يعترض بأن المدارس لم تعد تدرس الرياضيات المسلية.
- في رواية الحادثة الغريبة للكلب في الليل The Curious Incident of the Dog in the Nighttime, التي تتحدث عن طفل مصاب بمتلازمة آسبرجر Asperger syndrome, تتم مناقشة العديد من الألعاب والألغاز الرياضياتية.

## أشخاص
من أهم الأشخاص الذين يعملون في هذا الحقل من الرياضيات:
- لوسي بيكر Lucy Baker
- جون هورتون كونواي John Horton Conway
- هارولد سكوت ماكدونالد كوكسيتر H. S. M. Coxeter
- هنري دوديني Henry Dudeney
- مارتن غاردنر Martin Gardner, كاتب عمود الألعاب الرياضياتية, والتي عملت لمدة طويلة في مجلة ساينتفك أمريكان
- بايت هاين Piet Hein
- دوغلاس هوفشتادتر Douglas Hofstadter
- موريس كرايتشيك Maurice Kraitchik
- سام لويد Sam Loyd
- كليفورد بيكوفر Clifford A. Pickover, كاتب العديد من الكتب حول الرياضيات المسلية
- إد بيغ, الأبن Ed Pegg, Jr.
- والتر ويليام روس بول Walter William Rouse Ball
- ديفيد سينغماستر David Singmaster
- ريموند سموليان Raymond Smullyan
- آيان ستيورات Ian Stewart
- ياكوف بيرلمان Yakov Perelman
- هوغو شتاينهاوس Hugo Steinhaus
- مارلين فوس سافانت Marilyn vos Savant, كاتبة عمود «أسأل مارلين», والتي عملت لمدة طويلة في مجلة باريد
- مالبا طحان Malba Tahan, الاسم المستعار للكاتب البرازيلي خوليو سيزار دي ملو آسوسا, وهو مؤلف العديد من الكتب حول الرياضيات المسلية, ومن ضمنهاقصة الرجل القادر على الحساب

غلاف إحدى الترجمات العربية لكتاب الرياضيات المسلية، للكاتب الروسي ياكوف بيرلمان، دار مير للنشر سنة 1986.

- دي. آر. كابريكار D. R. Kaprekar
- سكوت كيم Scott Kim